# Siejfuł-Malik
Siejfuł-Malik (ros. Сейфул-Малик, kaz. Сейфілмәлік-Бәдіғұлжамал) – poemat epicki wydany w 1807 roku w Kazaniu w języku czagatajskim; uważany jednakże za najstarszą książkę drukowaną wydaną w języku kazachskim.

## Historia
Utwór został po raz pierwszy opublikowany w Kazaniu w 1807 roku przez Kazański Uniwersytet Państwowy nakładem wydawnictwa Azja i jest uważany za pierwszą książkę drukowaną wydaną w języku kazachskim. Egzemplarz wydania z 1807 roku posiada moskiewska Rosyjska Biblioteka Państwowa.

## Treść
Utwór stanowi miłosną epopeję opartą na wschodniej legendzie. Tematyka utworu została zaczerpnięta z Księgi tysiąca i jednej nocy, poemat był wzorowany na tradycyjnej kazachskiej opowieści ludowej (dastan). Wydanie z 1807 roku zawiera tekst w języku czagatajskim i liczy 115 stron. Dzieło zostało przetłumaczone na język kazachski, oryginalne historie pochodziły z języka kazachskiego, czagatajskiego i tatarskiego. Utwór stał się popularny wśród Kazachów i był wielokrotnie wznawiany.